# Symphony (Tren Ligero de Seattle)
Symphony es una estación subterránea ubicado en el Downtown Seattle Transit Tunnel de la línea línea 1 del Tren Ligero de Seattle. La estación es administrada por Sound Transit y King County Metro. La estación se encuentra localizada entre la Tercera Avenida y University Street en el centro de Seattle, Washington. La estación de University Street fue inaugurada el 15 de septiembre de 1990.

## Descripción
La estación University Street cuenta con 2 plataformas laterales.

## Conexiones
La estación es abastecida por las siguientes conexiones: 
- King County Metro Transit.